# Municipio de Bolesławiec (Baja Silesia)
Bolesławiec es un municipio rural del distrito de Bolesławiec, en el voivodato de Baja Silesia (Polonia).

## Geografía
Se encuentra en el suroeste del país y su sede de gobierno es Bolesławiec, aunque no se encuentra dentro del término municipal. Además de con dicha localidad, limita con otros siete municipios —Gromadka, Lwówek Śląski, Nowogrodziec, Osiecznica, Szprotawa y Warta Bolesławiecka— y tiene una superficie de 288,49 km² que abarca las localidades de Bolesławice, Bożejowice, Brzeźnik, Chościszowice, Dąbrowa Bolesławiecka, Dobra, Golnice, Kozłów, Kraśnik Dolny, Kraśnik Górny, Kraszowice, Krępnica, Kruszyn, Łąka, Łaziska, Lipiany, Mierzwin, Nowa, Nowa Wieś, Nowe Jaroszowice, Ocice, Otok, Parkoszów, Rakowice, Stara Oleszna, Stare Jaroszowice, Suszki, Trzebień, Trzebień Mały, y Żeliszów.

## Demografía
En 2011, según la Oficina Central de Estadística polaca, el municipio tenía una población de 13 260 habitantes.